# 팡 (비디오 게임)
《팡》(PANG) 또는 《폼핑 월드》(일본어: ポンピング・ワールド)는 미첼에서 제작한 아케이드 게임으로, 작살로 풍선을 터뜨리는 게임이다. 북아메리카 지역에는 《버스터 브라더스》(Buster Bros.)라는 제목으로 출시되었다.

## 진행
작살을 이용하여 풍선을 터뜨리는 방식으로 진행된다. 풍선이 작살에 맞으면 이등분되며, 이등분은 세 번까지 이루어진다. 세 번 이등분된 풍선이 작살에 맞으면 사라진다. 풍선에 맞으면 라이프가 줄어든다.

## 시리즈 일람
- 슈퍼 팡 (1990)
- 팡 3 (1995)
- 마이티 팡 (2000)